# Лопухинка (усадьба)
Лопухинка или дача Геринга — старинная усадьба, принадлежавшая в разное время русским дворянским родам — Лопухиным, Хмельницким, Герингам. Расположена в Ломоносовском районе Ленинградской области, в деревне Лопухинка, на правом берегу реки Лопухинка, в месте её разлива — Лопухинского радонового озера.
Является объектом культурного наследия регионального значения.

## История
Первые упоминания усадьбы относятся к XVIII веку, когда на месте деревни Сергиевской находилось имение, принадлежавшее Никите Лопухину (первым владельцем считается его брат Пётр Лопухин). На карте Санкт-Петербургской губернии Я. Ф. Шмидта 1770 года мыза упоминается под названием Сергиевская.
В 1780 году здесь появляется полноценная усадьба. Далее имение переходит из рук в руки. 
В 1794 году имение принадлежало обер-секретарю Сената И. Хмельницкому. Согласно 6-й ревизии 1811 года, Лопухинкой владели А. О. Боттом и коллежский советник П. О. Боттом.
Затем она оказывается во владении русского военачальника, генерал-майора Х. Ф. Геринга. Его сын, подполковник в отставке Павел Христианович Геринг, получив в наследство имение в 1833 году, оценил возможности и местоположение местности (в том числе наличие радоновых источников), после чего занялся переустройством усадьбы. 
К 1841 году здесь находилась не только усадьба, но и курорт с сетью водолечебниц. На месте была устроена плотина и создано радоновое озеро, разбит парк с террасированными береговыми склонами, сетью дорожек и лестниц. На правом берегу реки возвышался деревянный усадебный дом с бельведером. Трёхэтажная водолечебница с душами, ваннами и фонтанами находилась у плотины через реку; здесь же работала санитарная станция, осуществлявшая надзор за состоянием воды. Рядом располагался госпиталь для воспитанников военно-учебных заведений.
Согласно материалам по статистике народного хозяйства Петергофского уезда 1887 года, мыза площадью 221 десятин принадлежала жене капитана С. К. Геринга. Водяная мельница при усадьбе сдавалась в аренду, а дома бывшего водолечебного заведения и госпиталя пустовали. Правнук Геринга владел усадьбой до 1917 года.
В советское время в главном здании усадьбы находилась школа, позднее переехавшая в другое место. На территории имения был создан рыбопитомник.
К началу XXI века на месте имения частично сохранились постройки, включая главный дом усадьбы и старинный парк. Также уцелели два каменных льва, когда-то стоявших у крыльца усадебного дома. Их перенесли к зданию администрации поселения.

## Фото

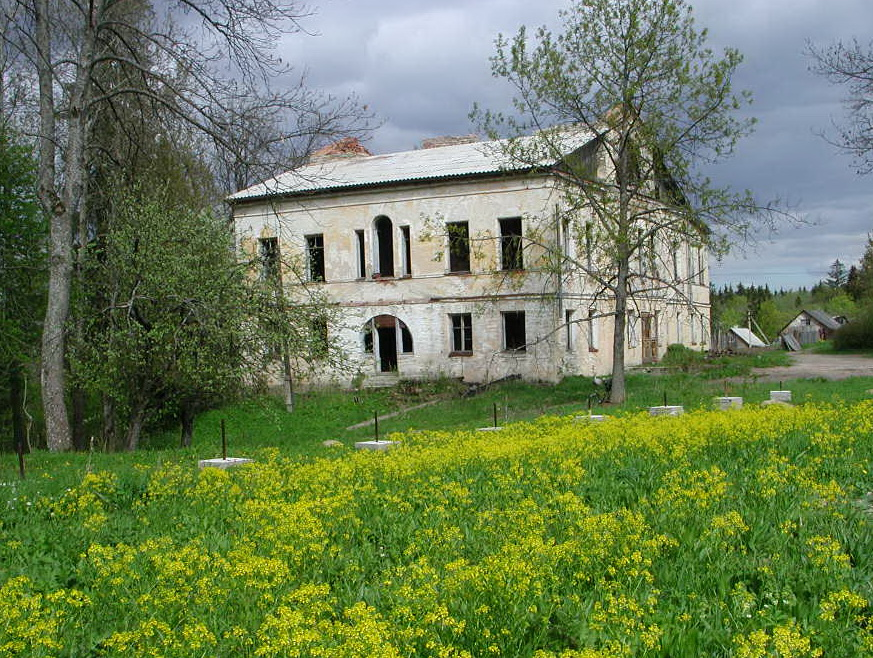
Усадебный дом в 2001 году
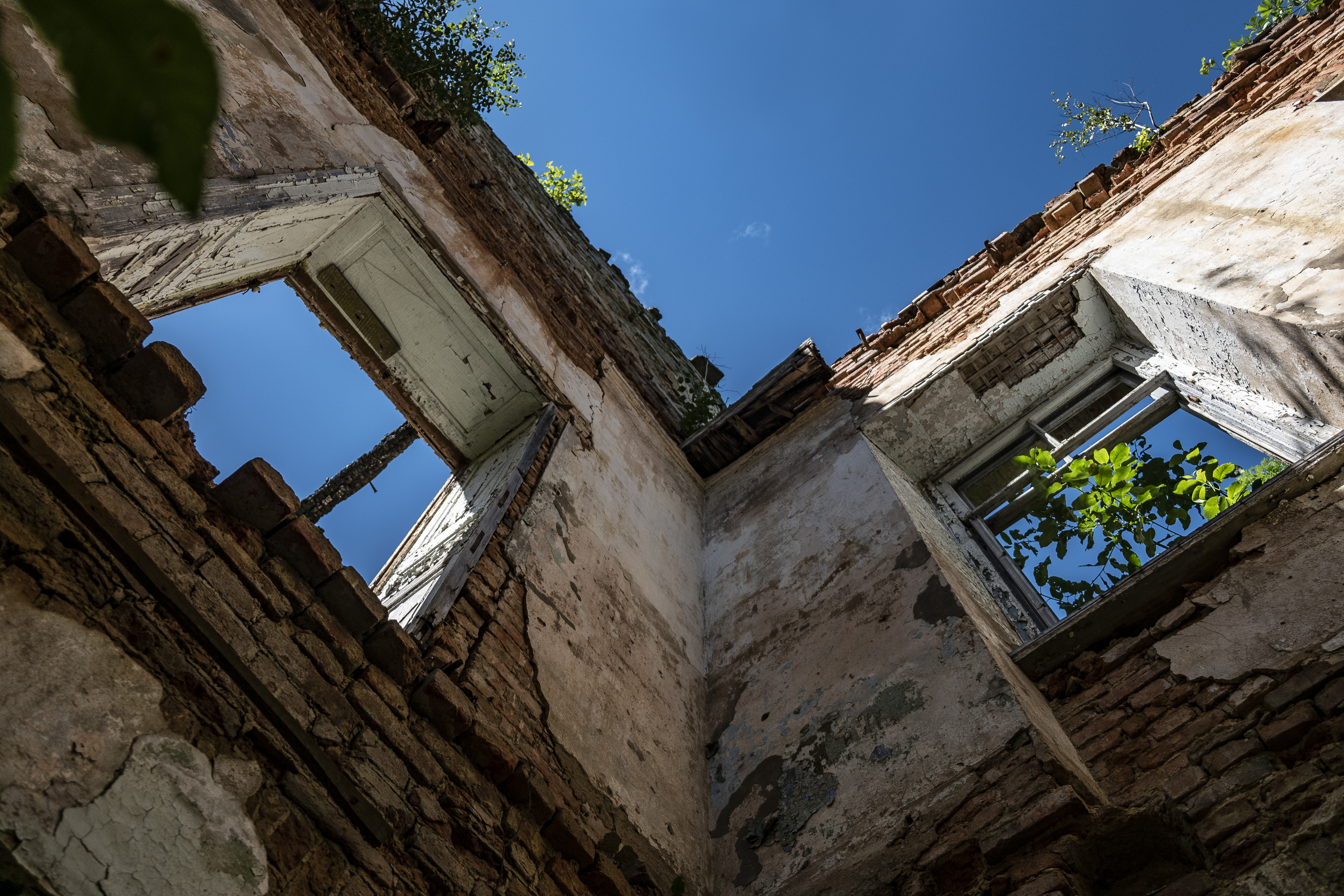
Вид изнутри
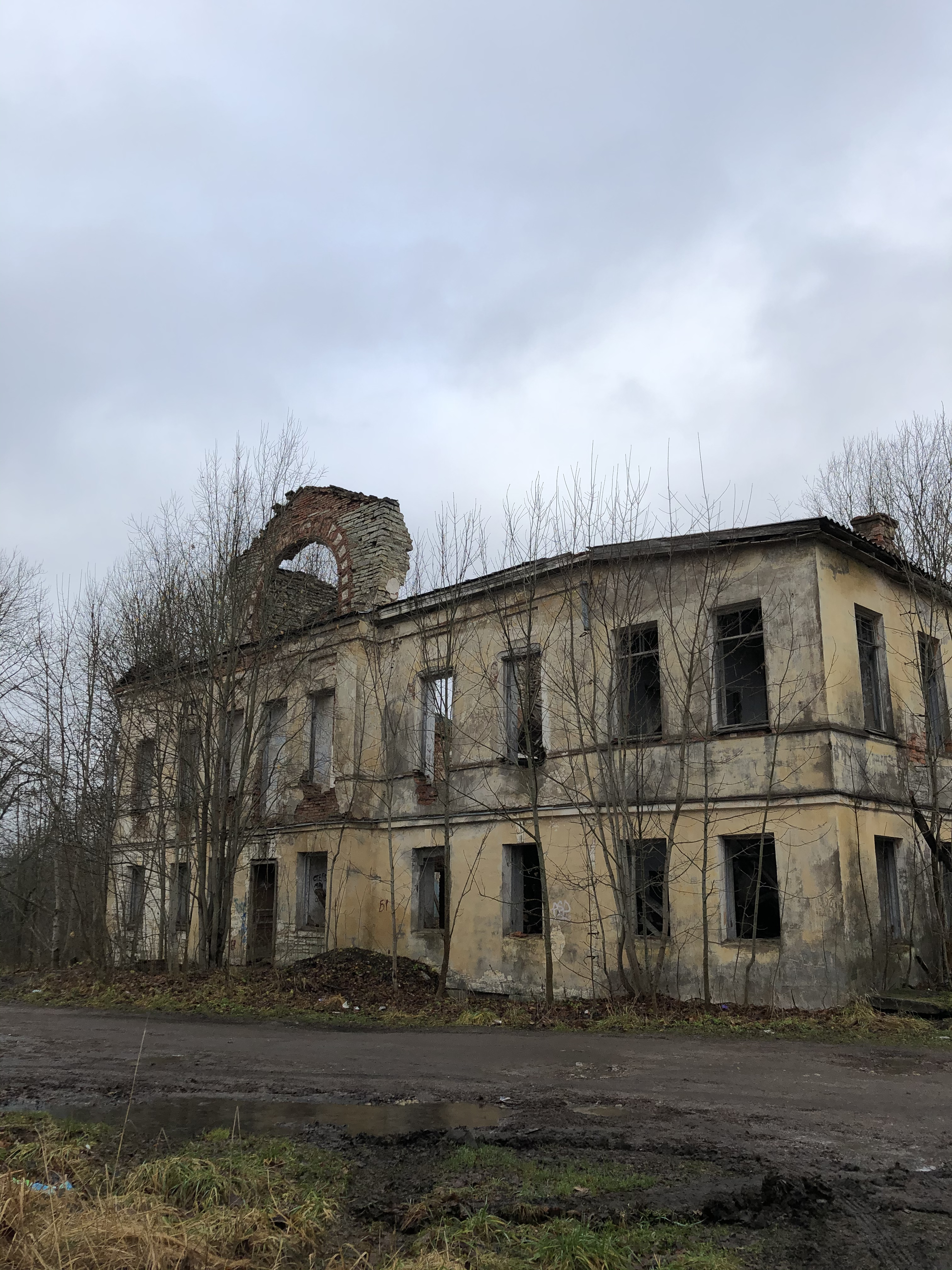
Состояние главного дома усадьбы в 2022 году
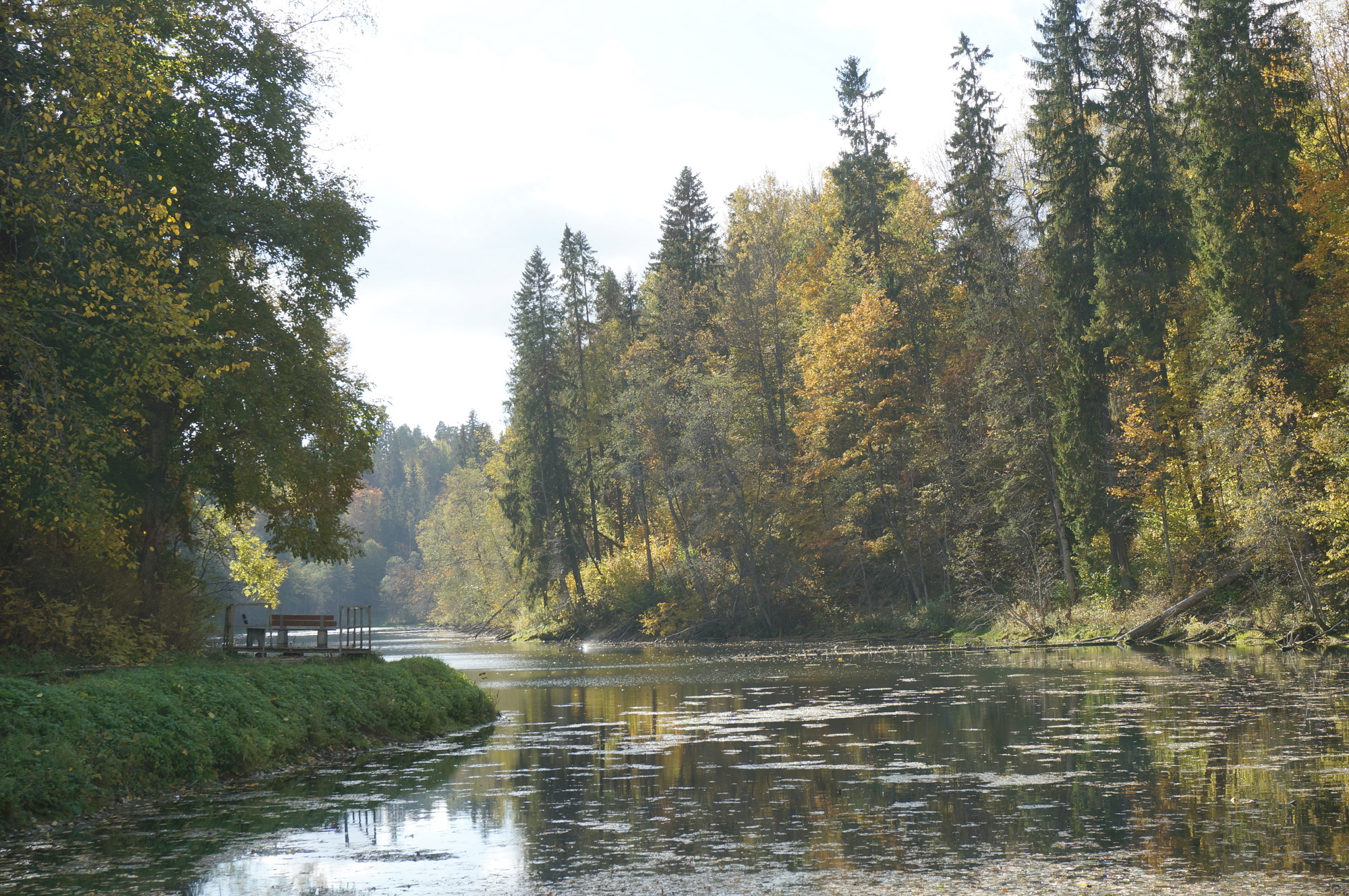
Парк и радоновое озеро при усадьбе
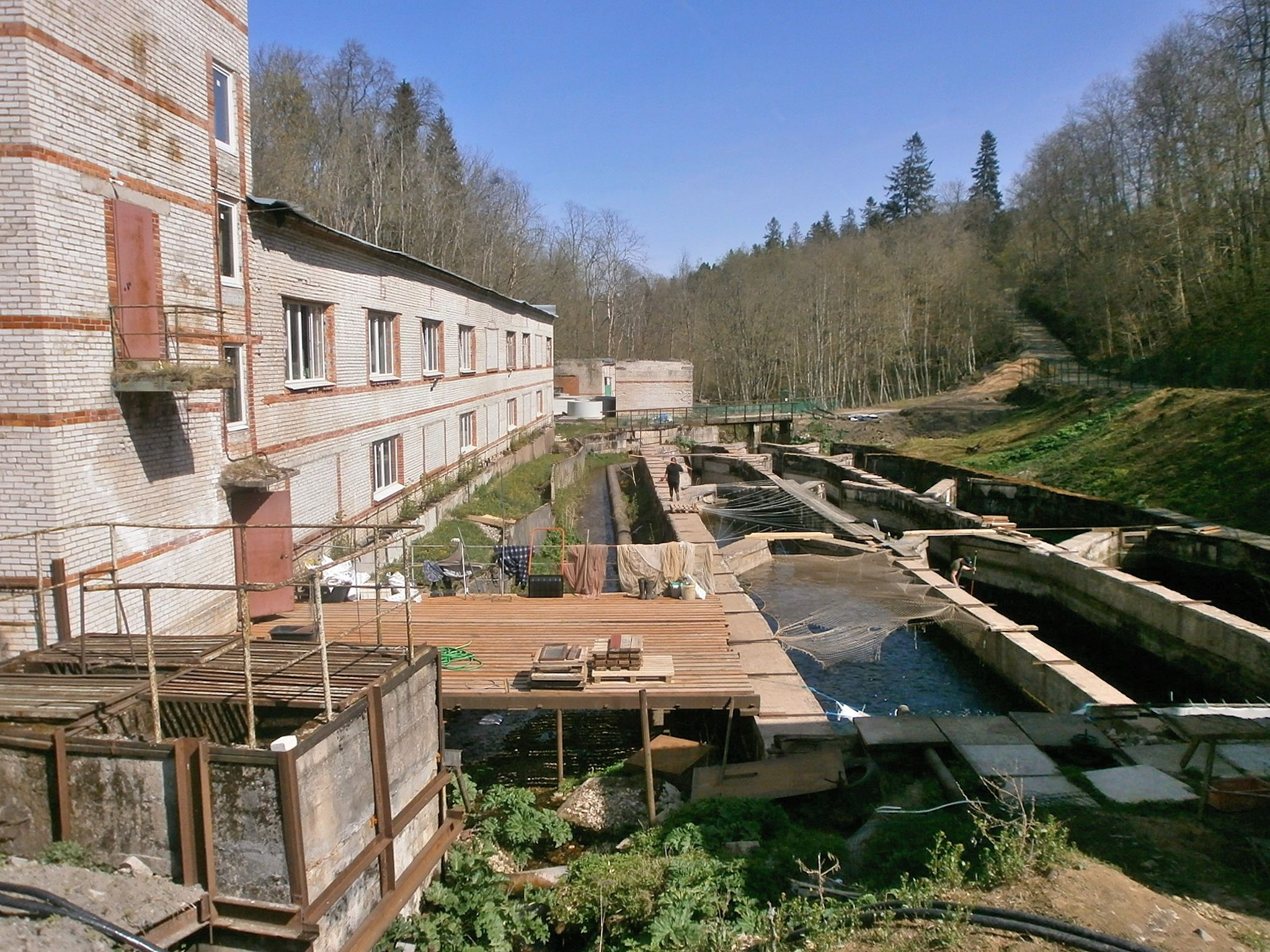
Рыбопитомник Рудица за нижним радоновым озером на реке Лопухинка